# Traditional Knowledge Digital Library
La "Biblioteca digitale della conoscenza tradizionale", (in inglese: Traditional Knowledge Digital Library (TKDL)) è un deposito della sapienza tradizionale.
Istituita dal governo dell'India, il suo scopo è proteggere la antica e tradizionale sapienza della nazione dallo sfruttamento indotto dalla biopirateria o dai brevetti non-etici.
Nella biblioteca sono già stati immessi i dati di 65.000 formulazioni Ayurveda, 70.000 nel Unani e 3.000 nel Siddha, che sono disponibili in cinque lingue: Inglese, Tedesco, Francese, Spagnolo e Giapponese.
I dati relativi a 7.000 formulazioni proveniente dall'Unani e dal Siddha, e circa 1.500 posture di Yoga, devono essere ancora incluse. L'intero processo sarà verosimilmente completato nel Dicembre 2008.
Il TKDG è un progetto in collaborazione tra:
- CSIR
- il Department of Ayurveda, Yoga & Naturopathy, Unani, Siddha and Homeopathy (Dept of AYUSH), all'interno del  Ministry of Health and Family Welfare
- il Department of Industrial Policy and Promotion all'interno del Ministry of Commerce and Industry.

Il progetto è partito nel 2001 ed è stato completato nel 2006.
La vasta conoscenza della medicina tradizionale indiana era formalizzata in lingue antiche come il sanscrito, l'hindi, l'arabo, il persiano, l'urdu e il tamil, che rendevano impossibile la verifica dei reclami da parte degli uffici brevetti internazionali. 

Così, il governo indiano decise di digitalizzare i documenti e dif farli tradurre, aprendo l'accesso alla biblioteca agli uffici brevetti internazionali, tra cui l'European Patent Office (EPO), Giappone e Regno Unito, con riserva di una clausola di non divulgazione. Ciò avrebbe consenti agli omologhi occidentali di bloccare il tentativo di deposito di brevetti nazionali e internazionali, relative a conoscenze, competenze e capacità che provengono dalla tradizione indiana ed ora appartengono al bene comune e al pubblico dominio.
Nel 2010, il ministro dell'ambiente indiano Jairam Ramesh ha stimato l'indicizzazione di oltre 34 milioni di pagine web ad un costo di 10 milioni di rupie, tutte disponibili in cinque lingue. Il governo pianificò anche la creazione di un Registro della Biodiversità delle persone, al fine di documentare e tramandare una tradizione orale antica di vari secoli.